# Peter Karner (Theologe)
Peter Karner (* 14. Mai 1937 in Wien; † 21. Dezember 2022 ebenda) war ein österreichischer evangelisch-reformierter Theologe, Journalist und Autor.

## Leben
Peter Karner studierte Evangelische Theologie an der Universität Wien und der Universität Basel bei Karl Barth, Georg Fohrer und Karl Jaspers. Er war von 1965 bis 2004 Pfarrer an der Reformierten Stadtkirche in Wien und von 1986 bis 2004 Landessuperintendent der Evangelischen Kirche H. B. in Österreich. Dem Ökumenischen Rat der Kirchen in Österreich stand er von 1982 bis 1986 als Vorsitzender vor.
Daneben war Karner als Journalist tätig, seit 1965 als freier Mitarbeiter beim ORF, später auch als Mitglied des Publikumsrats. Auch für verschiedene deutsche Rundfunkanstalten produzierte er Sendungen. Für mehrere österreichische Wochenzeitungen (u. a. Die Furche) schrieb er regelmäßig Kolumnen; beim Reformierten Kirchenblatt wirkte er von 1967 bis 1986 als Chefredakteur. Er war Autor und Herausgeber zahlreicher Bücher zu christlichen Themen. 
Karner gilt in der Forschung als Pionier im Bereich kirchlicher Scheidungsrituale. Am 27. Oktober 1979 sollte seine so genannte „Scheidungspredigt“ im öffentlich-rechtlichen Radio ausgestrahlt werden. Aufgrund einer Intervention durch kirchliche Autoritäten wurde die Sendung jedoch abgesetzt und nicht ausgestrahlt. Trotz allem ist Karner mit diesem Vorstoß der Erste, der im deutschsprachigen Raum für kirchliche Scheidungsrituale öffentlich eingetreten war.

## Veröffentlichungen (in Auswahl)
- Apropos Gott. Morgenbetrachtungen. Wien/Linz/Passau 1978.
- Ökumene zum Weitergeben. Ökumenische Morgenfeier im ORF. Innsbruck/Wien/München 1982. Mit Leo Wallner.
- „Die Welt ist wie ein betrunkener Bauer“. Aus den Tischreden Martin Luthers. Wien 1982.
- Die Nächstenlieb fängt bei ei'm selber an. Nestroy und der Ernst des Lebens. Wien/Freiburg/Basel 1984.
- Ulrich Zwingli, Reformator. Wien 1985. Mit Alexandra Suess.
- Die evangelische Gemeinde H. B. in Wien. Wien 1986.
- Aus dem geistlichen Kramerladen von Pater Abraham a Sancta Clara. Wien 1994.
- Cabaret Clerical und andere Ketzereyen. Evangelische Satiren gestern und heute. Wien 1998.
- Vom Christbaum zur Ringstraße. Evangelisches Wien. Wien 2008. Mit Monika Salzer.
- Der Gestank des Todes und der Duft der Auferstehung. 10 Visionen zur Osternacht. Wien/Graz/Klagenfurt 2009. Mit Michael Bünker.

## Auszeichnungen
- Großes Silbernes Ehrenzeichen mit dem Stern für Verdienste um die Republik Österreich (2003)[2]
- Silbernes Ehrenzeichen des Landes Oberösterreich (2004)[3]